# Agadir Ida-Outanane
A prefeitura de Agadir Ida-Outanane é uma subdivisão da região de Suz-Massa de Marrocos, situada na parte sul do país. Tem 2 297 km² de área e em 2024 tinha 721.431 habitantes. A sua capital é a cidade de Agadir.

## Organização Administrativa
Administrativamente a prefeitura divide-se em 1 município, 2 círculos que por sua vez se dividem em 12 comunas.

### Subdivisões administrativas
Nas áreas urbanas a prefeitura divide-se em municípios. Nas áreas rurais a prefeitura divide-se em comunas. As comunas contiguas constituem círculos.

#### Os municípios
As áreas urbanas da prefeitura constituem 1 município.
- Agadir, município com 504.768 habitantes em 2024.[4]

#### Os círculos e as comunas
As áreas rurais da prefeitura constituem 12 comunas, agrupadas em 2 círculos.

##### Circulo deAgadir Banlieue
Circulo constituído por 3 comunas, tinha 119.984 habitantes em 2024.
- Amskroud, comuna com 9.648 habitantes em 2024.[4]
- Drargua, comuna com 107.621 habitantes em 2024.[4]
- Idmine, comuna com 2.715 habitantes em 2024.[4]

##### Circulo deAgadir Atlantique
Circulo constituído por 9 comunas, tinha 96.679 habitantes em 2024.
- Aourir, comuna com 46.032 habitantes em 2024.[4]
- Aqsri, comuna com 3.333 habitantes em 2024.[4]
- Aziar, comuna com 2.053 habitantes em 2024.[4]
- Imouzzer, comuna com 4.087 habitantes em 2024.[4]
- Imsouane, comuna com 7.246 habitantes em 2024.[4]
- Tadrart, comuna com 2.899 habitantes em 2024.[4]
- Taghazout, comuna com 4.861 habitantes em 2024.[4]
- Tamri, comuna com 19.790 habitantes em 2024.[4]
- Tiqqi, comuna com 6.378 habitantes em 2024.[4]

## Demografia
Em 2024 a população da prefeitura era de 721.431 habitantes.

### Crescimento populacional
O crescimento demográfico da prefeitura ao longo dos anos é a seguinte:
| 2024    | 2014    | 2004    | 1994    |
| ------- | ------- | ------- | ------- |
| 721.431 | 600.599 | 486.048 | 366.193 |

### Distribuição da população
- Em 2004 a população urbana correspondia a 79%, enquanto a população rural correspondia a 21%.[8]